# Nhà hát Opera Wrocław
Nhà hát Opera Wrocław là một công ty opera và nhà hát opera ở Wrocław, Ba Lan. Nhà hát opera được khai trương vào năm 1841 và cho đến năm 1945 được gọi là Nhà hát Opera Breslau.

## Lịch sử
Một công ty opera Ý được thành lập tại Wrocław (Breslau) vào năm 1725 bởi Antonio Maria Peruzzi, sau khi tách nó khỏi sự hợp tác với Antonio Denzio, người mà anh đã cộng tác trong công ty Peruzzi-Denzio tại nhà hát Sporck ở Prague. Nhà hát trên đống tro tàn được Franz von Schuch (1716 - 1764) mở cửa năm 1755 và biểu diễn opera cho đến khi ông qua đời vào năm 1764. Con trai của ông đã mang những vở opera đầu tiên của Johann Adam Hiller đến nhà hát của Theodor Lobe ở Breslau vào năm 1770. Người kế vị của ông, Johann Christian Wäser đã mang về nhiều tác phẩm hơn nữa, bao gồm các bản dịch những vở opera Singspiel tại địa phương về những tác phẩm của Pierre-Alexandre Monsigny. Năm 1804, Abbé Vogler đã mời Carl Maria von Weber chỉ huy Nhà hát Opera Breslau khi ông mới 18 tuổi. Nhà hát opera được xây dựng vào năm 1841 theo thiết kế của Carl Gotthard Langhans, được giám sát bởi con trai của ông -Carl Ferdinand. Nó đã được tu sửa hai lần sau vụ hỏa hoạn vào năm 1865 bởi Carl Johann Lüdecke và 1871 bởi Karl Schmidt. Sau vụ cháy đầu tiên năm 1867, Theodor Lobe mời vị nhạc trưởng trẻ Ernst Schuch (1846 -1914) về bắt đầu sự nghiệp tại nhà hát.
Sau Thế chiến thứ nhất, các tác phẩm đáng chú ý trong những năm giữa hai cuộc chiến tranh bao gồm Die Glückliche Hand (1928) của Schönberg. Các giám đốc âm nhạc trong thời kỳ này bao gồm Franz von Hoesslin, người đã bị buộc rời khỏi thành phố và Đức, vào năm 1928.

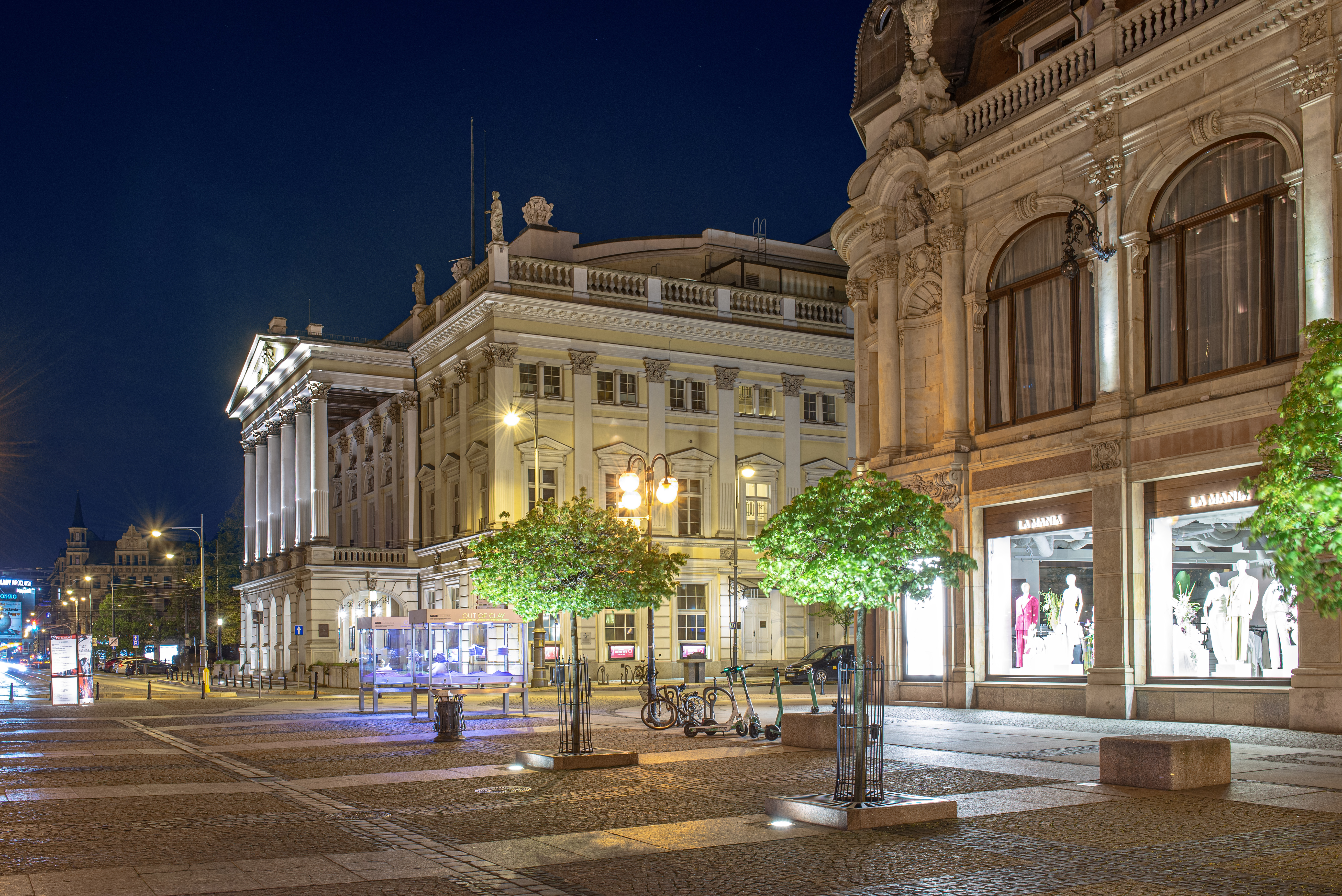
Opera Wrocław trên phố Świdnicka

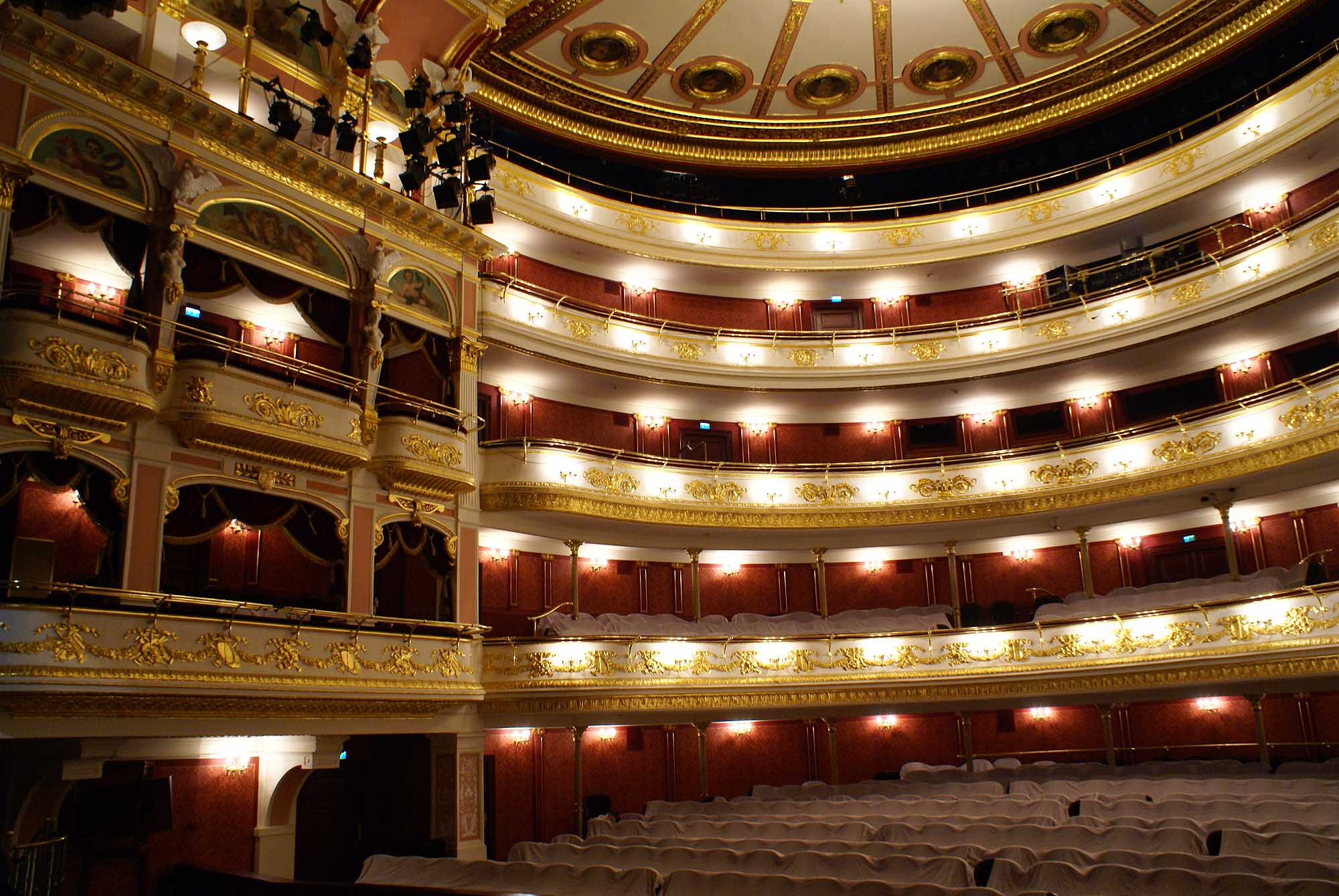
Nội thất nhà hát

## Công chiếu
- Ludomir Różycki Eros und Psyche 1914